# Jake Daniels
Jake Daniels (Blackpool, 8 gennaio 2005) è un calciatore inglese, attaccante svincolato.

## Biografia
Cresciuto nelle giovanili del Blackpool dall'età di sette anni, ha iniziato a giocare con la squadra Under 18 nel 2021 ed è stato nominato giocatore della squadra giovanile del Blackpool della stagione 2020-21, segnando 30 gol per la squadra U18.
Il 25 febbraio 2022 ha firmato il suo primo contratto da professionista con il club, e il 26 marzo si è unito in prestito al Bamber Bridge, squadra della Northern Premier League, per il resto della stagione 2021-22.
Il 7 maggio ha debuttato con la squadra professionistica del Blackpool nella sconfitta per 5-0 in EFL Championship contro il Peterborough United, entrando in campo come sostituto all'81º minuto.
Nel maggio del 2022 ha fatto Coming Out, diventando l'unico calciatore professionista britannico ad averlo fatto pubblicamente e il primo dopo Justin Fashanu nel 1990.
Ha citato il collega Josh Cavallo, il manager del Thetford Town, Matt Morton, e il tuffatore Tom Daley per averlo aiutato a fare Coming Out.
La sua decisione di fare coming out è stata elogiata dal primo ministro britannico Boris Johnson, dal principe William e dal capitano della squadra inglese, Harry Kane.
Il 29 giugno 2022, per la "coraggiosa decisione" presa il mese precedente, è stato inserito nella categoria Celebrità dell'anno dei National Diversity Awards 2022.